# Jhapa (huyện)

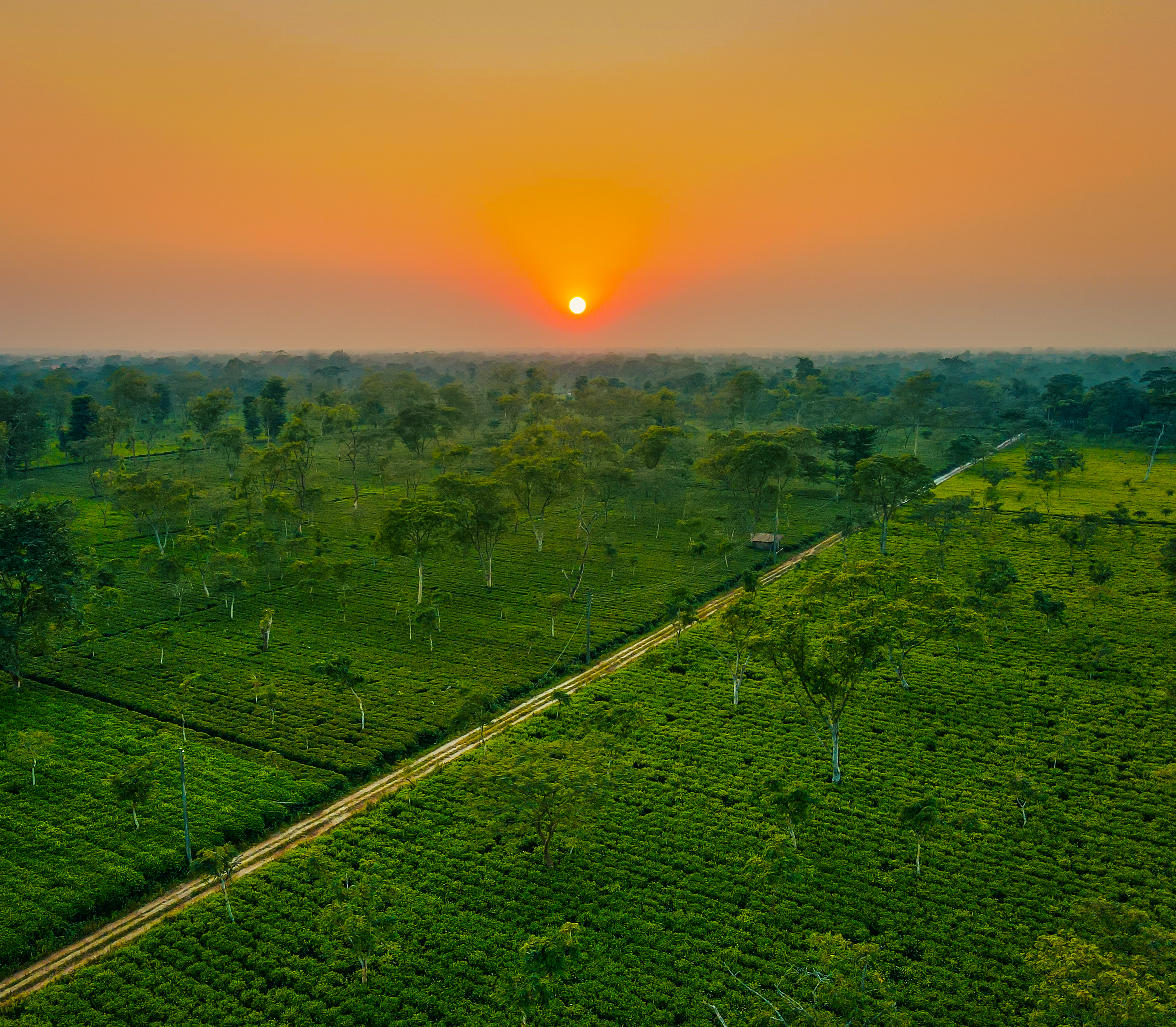
Một vườn trà ở Jhapa

Jhapa (tiếng Nepal:झापा) là một huyện thuộc khu Mechi, vùng Đông Nepal, Nepal. Huyện này có diện tích 1606 km², dân số thời điểm năm 2001 là 688109 người.

## Dân số
Biến động dân số giai đoạn 1952-2001:
| Năm    | 1952  | 1961   | 1971   | 1981   | 1991   | 2001   | 2011   |
| ------ | ----- | ------ | ------ | ------ | ------ | ------ | ------ |
| Dân số | 80158 | 119700 | 247698 | 479743 | 593737 | 688109 | 812650 |